# Pantofelnik Darwina
Pantofelnik Darwina (Calceolaria uniflora) – gatunek  z rodziny Calceolariaceae. Pochodzi z terenów górskich Ziemi Ognistej na południowym krańcu Ameryki Południowej. Uprawiany jako roślina ozdobna w ogrodach skalnych.

## Morfologia
Bylina o wysokości do 10 cm. Kwiaty z silnie rozdętą wargą, barwy żółto-mahoniowo-białej.